# Giovanni Cicconetti
Giovanni Cicconetti (Poggio Mirteto, 22 gennaio 1872 – Poggio Catino, 17 febbraio 1953) è stato un geodeta italiano.

## Biografia
Cicconetti si laureò in ingegneria civile a Roma nel 1894. Nel 1895 divenne assistente presso l'istituto di geodesia e topografia della stessa università dove rimase fino al 1899.
Tra il 1899 ed il 1914 insegno presso vari istituti tecnici e agrari a Udine, Napoli e Pisa. Nel 1915 ottenne la cattedra di geodesia teoretica presso la Facoltà di Scienze dell'università di Pisa, incarico che conservò fino al 1919,  quando ebbe l'incarico di professore di geodesia e topografia presso la scuola di applicazione d'ingegneria di Palermo. Nel 1921 fu trasferito a Pisa, dove, l'anno successivo, fu nominato professore straordinario di geodesia e topografia. Nel dicembre del 1923 ottenne il trasferimento presso la Scuola di Applicazione di Ingegneria di Roma dove continuò ad insegnare geodesia e topografia fino al suo collocamento a riposo nel nell'ottobre del 1942. Morì il 17 febbraio del 1953 nella sua casa di Poggio Catino, presso Rieti, dove si era ritirato dopo l'insegnamento.
È stato direttore dell'Istituto di Geodesia e Topografia dell'Università di Roma, membro della Commissione Geodetica Italiana, e della Società italiana per il progresso delle scienze.

## Principali contributi
La produzione scientifica di Cicconetti fu piuttosto ampia, con circa 40 opere prodotte fra il 1896 ed il 1948.
I primi lavori risalgono al periodo fra il 1895 ed il 1898 in cui collaborò con il suo maestro, Vincenzo Reina, nell'effettuazione di una serie di misure plano-altimetriche effettuare a Roma e dintorni. Risalgono a quel periodo: Ricerche sul coefficiente di rifrazione terrestre eseguite in Roma nel 1895 e Determinazioni planimetriche ed altimetriche eseguite in Roma nel 1896.
Di notevole interesse furono anche gli studi e le sperimentazioni per la determinazione delle quote per via barometrica su cui pubblico due studi: Altimetria barometrica (1899) e Confronto sperimentale tra le principali formule dell'altimetria barometrica (1902).
Tra il 1905 ed il 1910 effettuò delle sperimentazioni per la misura della rifrazione terrestre a Udine e per la misura della latitudine astronomica dell'Osservatorio vesuviano di Napoli.
Al periodo dell'insegnamento universitario risalgono moltissimi lavori. In primo luogo quelli relativi alle misure relative alla Torre di Pisa, protrattesi per oltre trent'anni, che diedero luogo a varie pubblicazioni fra cui l'ultima di compendio complessivo Un trentennio di osservazioni di strapiombo sul campanile di Pisa, pubblicata nel 1949. Queste misure portarono a concludere che lo strapiombo della torre aumentava progressivamente di 1 mm all'anno. Queste misure verranno poi continuate fino al 1959 da Silvio Ballarin.
L'opera più significativa fu senza dubbio un Trattato di Geodesia e topografia pubblicato nel 1938 in cui l'autore riprende le lezioni tenute alla Facoltà di Ingegneria con l'aggiunta di una sezione dedicata alla fotogrammetria.